# 老北京各地会馆列表
這裡列出了老北京所存在的各個會館。

## 边区
- 绥远会馆，宣武门外椿树上二条。

## 东北地区
- 奉天会馆，复兴门内大街39号（原旧刑部街12号），现为北京曲艺团。

## 华北地区

### 直隶
- 直隶会馆，西城区下斜街40号，现十四中校址。
- 直隶新馆，西城区骡马市大街。

### 山西
- 山西会馆，西城区下斜街。
  - 太原会馆，西城区储库营胡同。
  - 临汾会馆，西城区廊房三条。
  - 蒲仙会馆，西城区西河沿街。
  - 闻喜会馆，西城区宣武门外东河沿。
  - 襄陵会馆，西城区佘家胡同。
  - 盂县会馆，西城区外椿树上二条。
  - 平遥会馆，前门外。
  - 太平会馆，西城区南堂子胡同。

## 华东地区

### 山东
- 山左会馆，在西城区校场口胡同头条路西。山左，即太行山脉东面，为旧时山东的别称。为山东省级会馆，建于清嘉庆年间。与云南、江苏宜荆、江西永新会馆为邻。　　
  - 齐鲁会馆，西城区手帕胡同。
  - 济南会馆
  - 寿张会馆
  - 青州会馆

### 安徽
- 安徽会馆，西城区后孙公园胡同3号、25号、27号。全国重点文物保护单位。
  - 凤阳会馆，西城区排子胡同。
  - 安庆会馆，西城区铁门胡同。
  - 芜湖会馆，
  - 潜山会馆，西城区西草厂胡同内山西街。
  - 宣城会馆，西城区铁门胡同，施愚山故居。
  - 泾县会馆，西城区米市胡同64号，《每周评论》编辑部，李大钊、陈独秀任编辑。
  - 黟县会馆，西城区南半截胡同。
  - 歙县会馆，宣武门外大街103号-107号。清经济学家王茂荫旧居。钱大昕旧居。
  - 青阳会馆，西城区施家胡同。
  - 休宁会馆，西城区菜市口胡同。龚自珍在京故居之一。
  - 六英霍会馆，西城区米市胡同80号。
  - 桐城试馆，西城区前门内顺城街14号，2006年拆除。
  - 婺源分馆，西城区大耳胡同，婺源旧属安徽，中华人民共和国成立后划归江西。

### 江苏
- 江苏会馆宣武区南半截胡同，法华寺附近
  - 江宁会馆，
  - 东元宁会馆，正阳门外长巷下三条，为南京绸商会馆。
  - 武进会馆，西城区前青厂胡同40号。
  - 吴县会馆，西城区延寿街。
  - 扬州会馆，西城区广安门内大街。
  - 徐州会馆，西城区米市胡同62号。
  - 江阴会馆，西城区米市胡同98号
  - 武阳会馆，顺德馆夹道13号。（武进县、阳湖县2县）
  - 锡金会馆，前孙公园胡同。（无锡县、金匱县2县）
  - 宜荆会馆，（宜兴、荆溪2县）
  - 淮安会馆，西城区红线胡同51号，为江苏淮安、淮阴进京赶考举人、商贾捐资所建，馆内原有一[文武庙],供奉关云长、周仓神像，“四清”运动后改为住房，会馆内原有数个院落，有走廊、拱门连接，后陆续拆掉增盖房屋，现为大杂院。

### 浙江
- 浙江会馆，西城区佘家胡同。
- 全浙会馆，西城区下斜街39号，现为民居。
  - 绍兴会馆，西城区南半截胡同7号。北京市文物保护单位
  - 海宁会馆，西城区教佳胡同。
  - 浙慈会馆，东城区晓市大街。
  - 鄞县会馆，东城区薜家湾。
  - 鄞县西馆，西城区盆儿胡同。
  - 上虞会馆，西城区佘家胡同。
  - 四明会馆，西城区里仁街。
  - 台州会馆，西城区后孙公园胡同。
  - 正乙祠，西城区前门外西河沿大街，绍兴商人创办，供奉财神，也提供社交场所。

### 江西
- 江西会馆，宣武门外大街路东（28号），已拆除；香炉营四条22号；椿树上二条21号；法源寺后街3、5、7号。
  - 安福会馆，西草厂胡同。
  - 赣宁会馆，西城区珠市口西大街。
  - 高安会馆，
  - 临川会馆，西城区裘家街。
  - 袁州会馆，东城区草厂七条4号，东城区普查登记文物。
  - 南安会馆，东城区草厂七条6号，东城区普查登记文物。
  - 吉安会馆，西城区棉花上四条胡同。
  - 惜字会馆，西城区梁家园北胡同。
  - 庐陵会馆，东城区大江胡同29号，东城区普查登记文物。
  - 丰城会馆，东城区前门长巷下七头条6号，东城区普查登记文物；保安寺街23号。
  - 新建会馆，东城区前门长巷下七头条，东城区普查登记文物；王广福斜街。
  - 抚州会馆，香炉营头条26号。
  - 南丰会馆，北柳巷29号。
  - 奉新会馆，果子巷73号。
  - 广丰会馆，保安寺街1号。
  - 九江会馆，珠市口西大街57号。

### 福建
- 福建会馆，宣武门外大街路西。
- 福建会馆，西城区铁门胡同。
  - 福州新馆，西城区骡马市大街
  - 漳浦会馆，在宣武门外校场二条旧门牌20号。
  - 仙溪会馆，广安门内大街北侧的广安东里旧门牌22号。
  - 蒲阳会馆，西城区贾家胡同31号，林则徐旧居。
  - 惠安会馆，西城区耀武胡同。
  - 仙铭会馆，西城区广安东里。

### 台湾
- 全台会馆，宣武门外后铁厂胡同20号，1893年建，1896年废。
- 台湾会馆，崇文门外大将家胡同（即今大江胡同114 号）。1896年建，后因日本割台，逐撤销。

## 华中地区
- 北京湖广会馆，西城区虎坊路3号，全国重点文物保护单位。

### 湖南
- 湖南会馆，西城区烂漫胡同。北京市文物保护单位
  - 浏阳会馆，西城区北半截胡同41号（旧称裤腿胡同，库堆胡同），谭嗣同旧居。北京市文物保护单位
  - 湘乡会馆，西城区烂漫胡同。
  - 酉西会馆，西城区杨梅竹斜街，沈从文旧居。
  - 湘潭会馆，西城区保安寺街。
  - 宁乡会馆，西城区米市胡同83号。

### 湖北
- 湖北会馆
  - 郧阳会馆，西城区寿刘胡同。
  - 襄阳会馆，西城区铁鸟胡同。
  - 江夏会馆，西城区排子胡同。
  - 黄安会馆，东城区新革路。
  - 沔阳会馆，西城区前孙公园胡同。
  - 郢中会馆，西城区红线胡同。
  - 孝感会馆，
  - 蕲水会馆，宣武区贾家胡同60号

### 河南
- 河南会馆，西城区达智桥胡同，又名嵩云草堂。
  - 中州会馆，西城区米市胡同111号。
  - 怀庆会馆，西城区骡马市大街红线胡同。
  - 潢光会馆，西城区米市胡同108号。

## 华南地区

### 广东
- - 中山会馆，西城区珠朝街5号，原名香山会馆。北京市文物保护单位
  - 仙城会馆，西城区王皮胡同，仙城指广州。
  - 顺德会馆，西城区海柏胡同16号，朱彝尊故居。北京市文物保护单位
  - 颖州会馆，西城区海柏胡同。
  - 沣州会馆，西城区海柏胡同。
  - 潮州会馆，西城区海柏胡同。
  - 潮州会馆，西城区延寿街。
  - 南海会馆，西城区米市胡同43号，康有为故居。北京市文物保护单位
  - 番禺会馆，西城区上斜街，龚自珍故居 。
  - 东莞新馆，西城区上斜街。
  - 东莞会馆，西城区烂漫胡同，张家玉的故居。
  - 粤东新馆，西城区南横西街。
  - 嘉应会馆，西城区香炉营头条，黄遵宪故居。
  - 新会邑馆，西城区粉房琉璃街，梁启超常来此地。
  - 七邑会馆，西城区前孙公园胡同。
  - 雷阳会馆，宣武区裘家街。
  - 新会会馆，宣武区粉房琉璃街115号，梁启超故居。

### 海南
- 琼州会馆，西城区陕西巷。

### 广西
- 广西会馆
  - 广信会馆，西城区铁门胡同。
  - 廉钦会馆，西城区粉房琉璃街。

## 西南地区

### 云南
- 云南会馆，西城区校场口胡同头条7号。聂耳曾居住过。
- 云南会馆，西城区南新华街。
- 云南会馆，西城区迎新街。

### 贵州
- 贵州会馆，西城区樱桃斜街。
- 贵州会馆，西城区棉花下七条。
- 贵州会馆，西城区狮子店胡同2号。

### 四川
- 四川会馆，西城区储库营胡同。
- 四川老馆，西城区四川营胡同里棉花上七条。
- 全蜀会馆，西城区永光西街。
  - 潼川会馆，西城区北半截胡同20号，解放前中共北方局秘密据点。
  - 叙府会馆，西城区后铁厂胡同，叙州府即今四川宜宾。
  - 夔州会馆，西城区山西街。
- 重庆会馆，西城区米市胡同94号。

## 西北地区
- 关中会馆，宣武门外大街，属陕甘共有。

### 陕西
- 陕西会馆
  - 富平会馆，西城区南新华街。
  - 大荔会馆，西城区铁鸟胡同。
  - 韩城会馆，宣武门外大街。
  - 泾阳会馆，西城区樱桃斜街
  - 泾阳西馆，西城区校场口胡同五条。
  - 延安会馆，西城区四川营胡同。
  - 渭南会馆，西城区前孙公园胡同。
  - 朝邑会馆，西城区前孙公园胡同。

### 甘肃
- 甘肃会馆，宣武门外大街。

## 行业会馆
- 临襄会馆，油盐酱醋粮业，东城区晓市大街。
- 靛行会馆，染坊业、蓝靛业，正阳门外珠市口。
- 颜料行会馆，
- 长春会馆，玉行，和平门外沙土园。
- 当商会馆，典当业，正阳门外西柳树井。
- 糖饼行公所，南北糕点业，广渠门内栖流所。
- 晋翼会馆，布业，东城区小江胡同。
- 潞安会馆，铜锡烟袋，西城区珠市口西大街。
- 河东会馆，烟业，西城区广安门内大街路南。
- 正乙祠，銀號，西城区前门西河沿。